# Bjørøya
Bjørøya est une île inhabitée de la commune de Flatanger, en mer de Norvège dans le comté de Trøndelag en Norvège.

## Description
L'île de 3,8 km2 est située dans le fjord de Folda juste au sud du Namsenfjorden (en). Elle se trouve à environ 5 kilomètres à l'est de l'île de Villa et à environ 5 kilomètres au nord de l'île de Lauvøya.
L'île possède plusieurs grandes tourbières ainsi qu'une ferme. L'île n'a plus de résidents permanents depuis les années 1970. Le phare d'Ellingråsa est situé dans la partie nord-ouest de l'île.

### Archéologie
Bjørøya a joué un rôle dominant dans l'histoire de Flatanger. Les découvertes archéologiques parlent d'un peuplement ici remontant à l'âge néolithique. À partir de la fin du Moyen Âge, c'était le siège d' un manoir avec des propriétés à Flatanger et d'autres endroits à l'intérieur et à l'extérieur de Namdalen.